# Šlahta
Šlahta (poljsko szlachta) je oznaka za nižje plemstvo na Poljskem in v Litvi, ki je imelo v lasti majhne zemljiške posesti. Šlahta je izhajala iz viteškega sloja, ki je užival med drugimi privilegiji tudi davčno prostost, pravice do viteških posesti in visokih služb. Imeli so tudi sedež in glas v sejmu, poljskem državnem zboru, odločilen vpliv so imeli pri volitvah poljskih kraljev in pravico veta pri zakonodaji, ki jo je imel vsak član državnega zbora. 